# Skip James
Nehemiah Curtis "Skip" James (9 de junio de 1902 - 3 de octubre de 1969) fue cantante, guitarrista, pianista y compositor de blues norteamericano.

## Estilo musical
El sonido de Skip James era único y aunque su influencia se deja notar en otros músicos de blues, siendo Robert Johnson el más notable, pocos han sido capaces de recrear su estilo. Su aguda voz suena frágil y como si fuera de otro mundo, incluso en sus tempranas grabaciones. Se dice que tenía una forma de cantar propia de un predicador. James también era un dotado y original guitarrista. Usaba a menudo una afinación en Re menor abierto (Re, La, Re, Fa, La, Re) y su estilo de mano derecha sin púa era rápido y limpio. Usaba el registro completo del instrumento, creando líneas de bajo hipnóticas.

### Escuela de Bentonia
Skip James es frecuentemente tratado como uno de los máximos exponentes de la Escuela de Blues de Bentonia. Tradición continuada posteriormente por el guitarrista y cantante Jack Owens. Otros estudiosos niegan que exista tal escuela o tradición. En cualquier caso, James queda como uno de los intérpretes de blues más originales de todos los tiempos.